# Hubal Białystok
UKS Hubal Białystok (vollständig Uczniowski Klub Sportowy Hubal Białystok) ist ein Badmintonverein aus der polnischen Stadt Białystok.

## Geschichte
Der Verein wurde 1995 als Hubal Białystok gegründet.

## Kader
- Nadieżda Zięba, Agnieszka Wojtkowska, Aneta Wojtkowska, Kinga Rudolf, Ewa Jarocka, Ewa Piotrowska, Edyta Tarasiewicz
- Robert Mateusiak, Adrian Dziółko, Michał Rogalski, Wojciech Szkudlarczyk, Mateusz Dubowski, Paweł Lenkiewicz, Patryk Szymoniak

## Erfolge

### Olympiateilnahmen
- London 2012: Robert Mateusiak, Nadieżda Zięba
- Rio de Janeiro 2016: Adrian Dziółko, Robert Mateusiak, Nadieżda Zięba

### Europameisterschaft
- Gold – Karlskrona 2012 (Mixed) – Robert Mateusiak, Nadieżda Zięba
- Silber –  Manchester 2010 (Mixed) – Robert Mateusiak, Nadieżda Zięba

## Verein
- Badminton-Europapokal 2022 (Sieger)

### Einzelmeisterschaften

#### Herreneinzel
- 2011 – Adrian Dziółko – 3. Platz
- 2012 – Michał Rogalski – 3. Platz
- 2014 – Michał Rogalski – 2. Platz
- 2014 – Adrian Dziółko – 3. Platz
- 2014 – Mateusz Dubowski – 3. Platz
- 2015 – Mateusz Dubowski – 1. Platz
- 2015 – Adrian Dziółko – 2. Platz
- 2015 – Michał Rogalski – 3. Platz
- 2016 – Adrian Dziółko – 1. Platz
- 2016 – Mateusz Dubowski – 3. Platz
- 2017 – Mateusz Dubowski – 1. Platz
- 2018 – Michał Rogalski – 1. Platz
- 2018 – Adrian Dziółko – 2. Platz
- 2019 – Adrian Dziółko – 1. Platz
- 2019 – Michał Rogalski – 2. Platz
- 2019 – Mateusz Dubowski – 3. Platz

#### Dameneinzel
- 2002 – Kinga Rudolf – 3. Platz
- 2004 – Ewa Jarocka – 3. Platz
- 2009 – Ewa Jarocka – 2. Platz

#### Herrendoppel
- 2010 – Robert Mateusiak – 1. Platz
- 2011 – Mateusz Dubowski / Michał Rogalski – 3. Platz
- 2012 – Adrian Dziółko / Patryk Szymoniak – 3. Platz
- 2013 – Adrian Dziółko / Michał Rogalski – 3. Platz
- 2015 – Adrian Dziółko – 3. Platz
- 2016 – Wojciech Szkudlarczyk – 2. Platz
- 2016 – Maciej Dąbrowski – 3. Platz
- 2017 – Robert Mateusiak – 1. Platz
- 2018 – Wojciech Szkudlarczyk – 2. Platz
- 2018 – Paweł Śmiłowski – 3. Platz

#### Damendoppel
- 2001 – Kinga Rudolf – 3. Platz
- 2002 – Kinga Rudolf – 2. Platz
- 2009 – Ewa Piotrowska / Edyta Tarasiewicz – 3. Platz
- 2011 – Nadieżda Zięba – 1. Platz
- 2015 – Ewa Piotrowska / Edyta Tarasiewicz – 3. Platz
- 2018 – Agnieszka Wojtkowska / Aneta Wojtkowska – 1. Platz
- 2019 – Agnieszka Wojtkowska / Aneta Wojtkowska – 1. Platz

#### Mixed
- 2004 – Paweł Lenkiewicz – 3. Platz
- 2010 – Robert Mateusiak / Nadieżda Zięba – 1. Platz
- 2011 – Nadieżda Zięba – 2. Platz
- 2014 – Robert Mateusiak – 1. Platz
- 2016 – Robert Mateusiak / Nadieżda Zięba – 1. Platz
- 2017 – Robert Mateusiak / Nadieżda Zięba – 1. Platz
- 2017 – Wojciech Szkudlarczyk – 2. Platz
- 2018 – Paweł Śmiłowski – 2. Platz
- 2018 – Adrian Dziółko / Agnieszka Wojtkowska – 3. Platz
- 2019 – Agnieszka Wojtkowska – 1. Platz
- 2019 – Paweł Śmiłowski – 2. Platz
- 2019 – Adrian Dziółko / Aneta Wojtkowska – 3. Platz